# Wanneranval
De Wanneranval is een helling in het gelijknamige gehucht in de Belgische provincie Luik. Wanneranval ligt ten noorden van Wanne, in de gemeente Trois-Ponts. Het ligt op de zuidhelling van het dal van de Ruisseau de Bouyien, een zijriviertje van de Amblève. De helling wordt vaak opgenomen als afdaling in de wielerklassieker Luik-Bastenaken-Luik, tussen de Wanne en de Stockeu. De beklimming is niet erg bekend, hoewel het een toch zeer taaie en lastige muur is. De Wanneranval begint de eerste 200 honderd meter nog rustig, maar daarna blijft het stijgingspercentage een kilometer lang rond de 10-11% schommelen. De top ligt in het dorpje Wanne.